# Literatura modernista en España

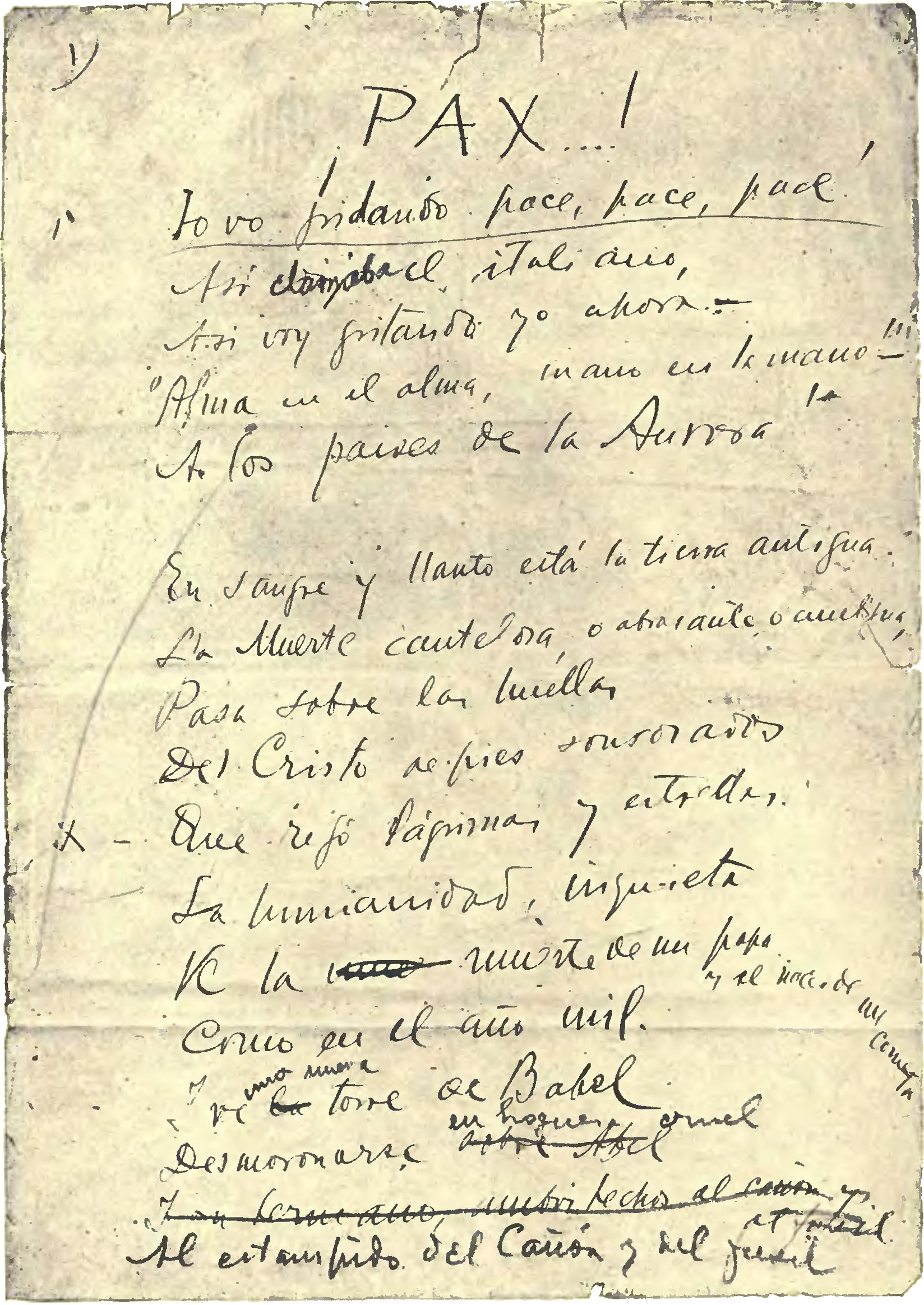
Facsímil del poema Pax de Rubén Darío.

La literatura modernista es un movimiento que se desarrolló en los últimos años del siglo XIX y principios del siglo XX en América y en Europa, surgiendo el modernismo en español. Las incipientes corrientes del pensamiento finisecular tenían la intención de renovar la situación social y política, así como las tendencias artísticas de ese momento, es decir, realismo y naturalismo. En un principio el término “modernista” tuvo carácter despectivo ya que era utilizado por aquellos que se oponían a las novedades, pero con el tiempo pasó a designar, sin ninguna connotación negativa, a los cultivadores de esta nueva tendencia. El máximo representante del modernismo es el nicaragüense Rubén Darío. 
Puede decirse que el Modernismo empieza a gestarse en los primeros años de la década de los 80 del siglo XIX. Su desarrollo llegaría hasta la Primera Guerra Mundial. En este periodo se producen acontecimientos como la crisis y el desastre del 98 para España. El año 1898 significó para España la pérdida definitiva de todos sus antiguos territorios americanos. Sin embargo, en 1898 no perdió tanto territorio (Cuba y Puerto Rico en América, Filipinas en Asia y Guam en Oceanía), en comparación con la situación presente durante el reinado de Fernando VII de España.
Hay que destacar que la literatura en español desde finales del siglo XIX no tiene su centro de irradiación en España como ocurría en siglos anteriores. En el caso del Modernismo, además, hay que decir que es un movimiento que más bien surge en América. La entrada del Modernismo en España se produjo en 1892 con la llegada de Rubén Darío. El Modernismo en España es incomprensible sin ponderar la aportación de la literatura americana. No hay consenso en la actualidad para el debate “entre los que perciben el Modernismo como opuesto a la Generación del 98 y los que proponen un punto de vista más ancho o "epocal" de la cultura española finisecular”.
El modernismo supuso también renovación y rebeldía frente a la literatura imperante en la época. Los modernistas innovaron para encontrar otros temas y formas que estuvieran más acordes con sus inquietudes. Una gran influencia para el Modernismo fueron estas dos corrientes literarias francesas: Parnasianismo y Simbolismo. La ruptura modernista también tiene su origen en la crisis espiritual generalizada de finales del siglo XIX, con distintas características a ambos lados del Atlántico. El Modernismo ha sido nombrado como "rebeldía de soñadores". Federico de Onís lo ha definido como "la forma hispánica de la crisis universal y del espíritu que inicia hacia 1885 la disolución del siglo XIX".
En Hispanoamérica, como consecuencia de los sentimientos independentistas y nacionalistas de los Estados que se habían independizado recientemente de la metrópoli o de aquellos que lo harían próximamente, surge el rechazo ante los modelos españoles. Por tanto, los modernistas americanos estuvieron más influidos por escritores europeos, especialmente por los literatos franceses que por los españoles. Esta intención de separación de lo que había representado una opresión se vio frenada en los viajes de los escritores americanos a Europa y concretamente a España, pues encontraron en España también una serie de escritores sensibles al cambio estético y social. Los viajes supusieron una influencia mutua y un importante acercamiento.
Los modernistas españoles, en cambio, sí fueron influidos principalmente por el Modernismo hispanoamericano, aunque también lo fueron por los parnasianos y simbolistas franceses. Uno de los sucesos más importantes para la España de la época fue, como se ha dicho, el Desastre del 98.

## Características

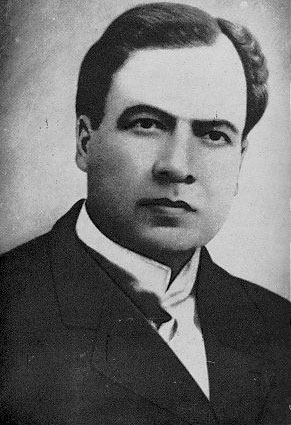
Rubén Darío, considerado el mayor exponente del movimiento.

Los rasgos característicos del Modernismo se ven tanto en los temas como en el estilo. En general, desea la armonía, la plenitud y la perfección de un mundo que quieren idealizar y del cual huyen.

### Temas
- La belleza  sensorial y la huida del mundo: los modernistas buscan un mundo más bello y expresivo en donde puedan refugiarse, quieren huir del mundo real, de lo cotidiano y de la rutina abstracta. Por tanto, tienen predilección por el mundo medieval, por el mundo clásico y el Renacimiento, por la Francia de Versalles de los siglos XVII y XVIII y por los lugares lejanos y exóticos. Son comunes los ambientes refinados, e historias en las que aparecen princesas, héroes mitológicos y literarios, etcétera. El color azul y el cisne son algunos de los elementos favoritos de los modernistas. El azul simboliza la libertad y el cisne representa la tendencia a lo aristocrático (en oposición a lo burgués). Esta tendencia a evadirse del mundo real y buscar otros más bellos tiene relación con el Romanticismo, anterior al Realismo.

- El mundo interior del escritor: los modernistas se alejan del Realismo, que se centra en la observación de los ambientes y los paisajes, para pasar a describir sus sentimientos personales, que muchas veces se identifican con el paisaje, que es el reflejo del estado de ánimo del autor. Hay que destacar también el sensualismo y la idealización de la mujer y del amor. En la expresión del mundo interior también encontramos relación con el Romanticismo; aunque, por ejemplo, el amor imposible es tratado de manera distinta.

### Estilo
Para plasmar la belleza y su mundo interior, los modernistas escogen cuidadosamente las palabras, para producir efectos de musicalidad y color. Recursos: 
- Utilización de una gran cantidad de recursos fónicos como onomatopeyas, aliteraciones, etc.
- Uso abundante de otras figuras literarias como metáforas, alegorías, paralelismos y sinestesias.
- Empleo frecuente de adjetivación ornamental y de palabras exóticas, cultas y sugerentes que expresen sus sentimientos.
- Recuperación de algunos tipos de versos poco utilizados, como el alejandrino o el eneasílabo, aunque se continúan utilizando otros como el endecasílabo y el octosílabo, que ya estaban más que consagrados en la literatura española. También se da una recuperación de estrofas en desuso como la cuaderna vía (que utiliza versos alejandrinos) y se crean nuevas estrofas.
- Versificación por pies (distribución idéntica de acentos en grupos de sílabas iguales) para conseguir una acentuación del ritmo.

## Parnasianismo y Simbolismo

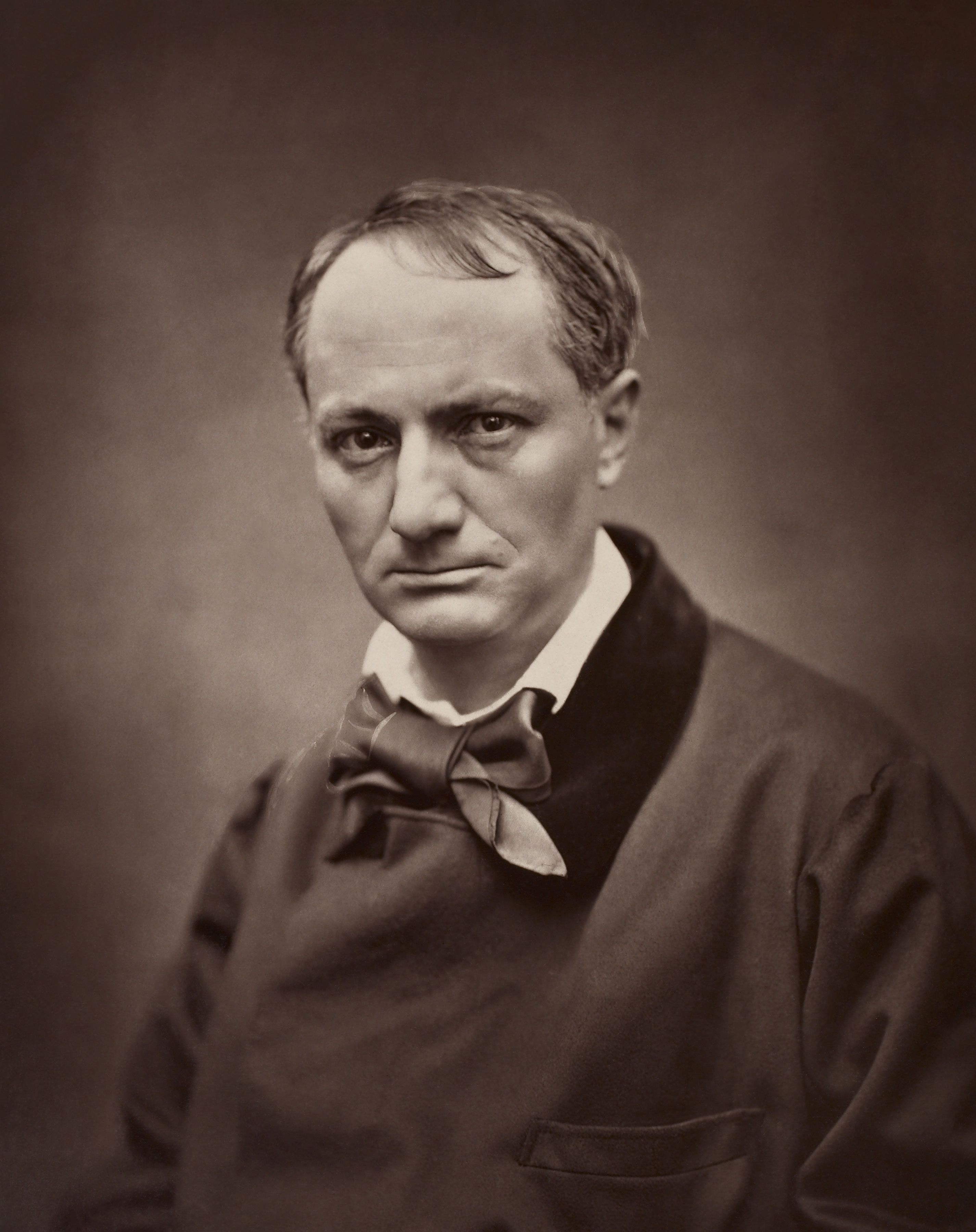
Charles Baudelaire.

La influencia de estos dos movimientos, desarrollados en Francia desde mediados del siglo XIX, fueron muy importantes en la instauración del Modernismo en España.
- El Parnasianismo, llamado así porque se manifestó con su revista Le Parnasse Contemporain (1866-1876). Esta publicación postula el arte por el arte, lejos de las ambiciones trascendentes y sentimentales que defendía el Romanticismo. Sus partidarios pretendían crear "objetos bellos", abordando temas exóticos y ornamentándolos con un lenguaje sensorial, pero frío; el padre de esta tendencia fue el poeta francés Leconte de Lisle.
- El Simbolismo, en cambio, sí que posee una ambición trascendental. La figura principal del movimiento es Charles Baudelaire. Para el autor de Las flores del mal, todo el universo, terrenal y espiritual, forma un conjunto armonioso, unido entre sí por invisibles correspondencias, y la personalidad del poeta es quien se encarga de revelarlas. De esta manera, por ejemplo, una puesta de sol podría verla el escritor como un símbolo de decadencia, así como el amanecer simbolizaría el renacimiento. Este supuesto sugiere al poeta comparaciones, pero fundamentalmente metáforas.

## El contexto del Modernismo literario en España
En literatura, el precursor del Modernismo en España fue Rubén Darío, aunque no hay que olvidar al español Salvador Rueda.

### El desastre del 98.
España fue la gran potencia mundial con Carlos I y Felipe II, pero desde el reinado de los Austrias menores (Felipe III, Felipe IV y Carlos II) y de sus validos, en España comenzó un proceso de decadencia constante y continuado que culminó en 1898 con la pérdida de las últimas colonias americanas (Puerto Rico y Cuba) y las Islas Filipinas en el Pacífico. No obstante, el "Desastre del 98" se produjo después de que apareciera el Modernismo.

#### Cuba y el amigo americano
Desde el fin de la Primera República y hasta 1923, el sistema político español es un sistema bipartidista a imagen y semejanza del modelo inglés. Este sistema es introducido por Antonio Cánovas del Castillo, líder del partido conservador. El Partido Liberal de Práxedes Mateo Sagasta y el de Cánovas se van turnando pacíficamente en el gobierno hasta 1897, cuando Cánovas es asesinado y sube al poder de nuevo Sagasta. Desde entonces hay otros líderes y también ganan fuerza otros partidos políticos y los nacionalismos. Sagasta y Cánovas llevan a cabo las decisiones más importantes respecto a la guerra de Cuba y Filipinas. 

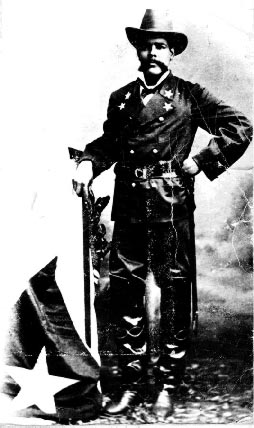
General cubano Antonio Maceo en uniforme.

La guerra de Cuba no es la única guerra internacional que afronta España en el último tercio del siglo XIX. En 1885 se plantea un conflicto con Alemania por las Islas Carolinas, pero se resuelve diplomáticamente con su venta a Alemania. En 1893 hay un conflicto en Melilla que también se resuelve por vía diplomática y España mantiene el protectorado. Son incidentes menores que sirven para conocer la opinión pública ante una guerra. Esta se posiciona en contra de la diplomacia, acusando a los gobernantes de blandos. Por tanto, cuando se inicia el conflicto en Cuba, tanto Cánovas como Sagasta saben que la opinión pública les exigirá intervenir militarmente. La actitud de ambos, seguir los designios de la opinión pública, es la más lógica teniendo en cuenta la situación del país, que se encuentra bajo la regencia de María Cristina de Habsburgo, lo que puede dar lugar a un alzamiento carlista o un intento de golpe de Estado por parte del ejército. Aun así, Cánovas y Sagasta asumen que meten a España en una guerra suicida. 
La guerra comienza en 1895 con el "Grito de Baire", un llamamiento al pueblo cubano para alzarse contra la metrópoli. Los líderes de esta insurrección son Máximo Gómez, Antonio Maceo, Calisto García y José Martí. Todos habían estado exiliados en Estados Unidos, desde donde parten para desembarcar en el este de Cuba. José Martí muere en uno de los primeros enfrentamientos y acaba siendo encumbrado como un mártir de la causa cubana. La insurrección se extiende de este a oeste, mientras los españoles esperan, controlando las grandes ciudades. 
La decisión política española con respecto a la guerra tiene dos momentos. El gobierno de Cánovas, en 1895, nombra al general Martínez Campos Capitán General de Cuba. Se espera de él que vuelva a ser “el Pacificador”. La estrategia de Martínez Campos es desgastar a los insurrectos, cortar su avance e intentar crear una división entre los revolucionarios. En un principio funciona bien, pero en España la catalogan de blanda. Martínez Campos dimite en 1896. Fracasado el primer plan, el gobierno español nombra como capitán general a Valeriano Weyler, que se muestra firme con una durísima represión contra los rebeldes. Sobre todo llama la atención la política de reconcentración, que consiste en concentrar a la población en las ciudades para evitar que los rebeldes se mezclen con la población rural. El resultado es que el abandono de las tierras de cultivo colapsa la economía. 
En agosto de 1897 Cánovas es asesinado y accede al poder Sagasta, liberal que quiere diplomatizar el conflicto de Cuba. Sustituye a Weyler y a Polavieja y promete, entre otras mejoras, una amplia autonomía democrática, sufragio universal masculino y libertad económica. En Estados Unidos la prensa ya había creado un tenso clima bélico y el senado esperaba la más mínima ocasión para entrar en guerra. Con la excusa de la voladura y hundimiento del acorazado Maine en el puerto de La Habana, suceso del que se acusó a los españoles, EE. UU. declaró una guerra, desigual y fulminante, bloqueando la costa cubana. El almirante Cervera recibió la orden, contra su voluntad, de dejar el puerto de Santiago y salir a luchar contra los estadounidenses. La 'armada' española fue derrotada y hundida en cuatro horas. 
Con Cuba en manos de los EE. UU., el 12 de agosto se anexionan también Puerto Rico; hay que recordar que poco antes, en la batalla de Cavite, se habían hecho con el control de Filipinas. En diciembre de 1898 se firmó el vergonzoso y humillante Paz de París, por el que España tuvo que reconocer la independencia de Cuba, Filipinas y Puerto Rico y pagar 20 millones de indemnización.

### Regeneracionismo
Se llama Regeneracionismo al movimiento intelectual que entre los siglos XIX y XX reflexiona objetiva y científicamente sobre las causas de la decadencia de España como nación y piensa en las soluciones que la crisis española puede tener. Sin embargo, se suele  confundir con la Generación del 98, ya que, aunque ambos movimientos expresen el mismo juicio pesimista sobre España, los regeneracionistas lo hacen de una forma objetiva, documentada y científica, mientras que los autores de la Generación del 98 expresan sus sentimientos de dolor y de amor por España de forma más literaria y subjetiva. El principal representante del Regeneracionismo es el aragonés Joaquín Costa con su lema "Escuela, despensa y siete llaves al sepulcro del Cid". Con este lema llamaba a la educación y a olvidar el pasado glorioso de España, para volver a levantarla.

### Institución Libre de Enseñanza

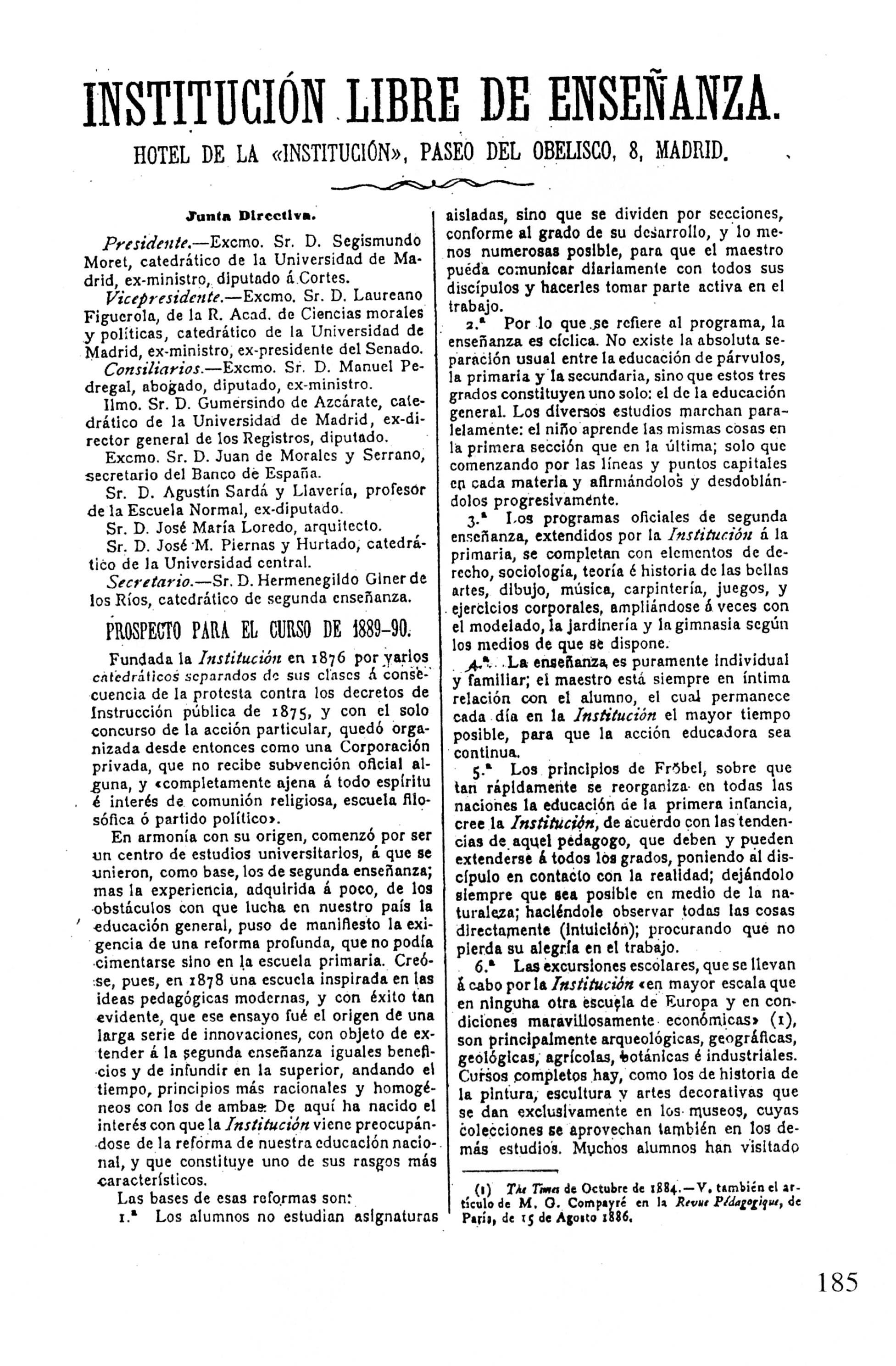
Anuncio de la Junta Directiva de la Institución Libre de Enseñanza (ILE) para el curso 1889-1890.

De entre los organismos de gran relieve en esta época, cabe destacar la Institución Libre de Enseñanza, fundada en Madrid en 1876 por el catedrático y pensador malagueño Francisco Giner de los Ríos. Con ideas filosóficas de origen alemán, emprendió un duro trabajo de modernización cultural de España, en la enseñanza y en la investigación. Fue muy influyente su carácter europeísta durante el siglo XX, particularmente durante la II República Española, que acogió y puso en práctica sus ideales reformadores. En 1939 la Institución desapareció, duramente reprimida por los vencedores de la Guerra Civil. Pese a todo, su ideario pedagógico se difundió en ciertos sectores de la burguesía aconfesional, de la que luego saldrían algunos de los autores más importantes del siglo XX.

## Escritores modernistas españoles en lengua castellana

### Manuel Machado

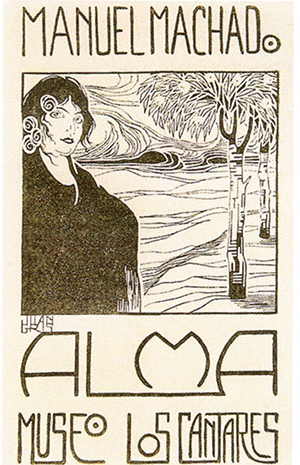
Edición de Alma. Museo. Los cantares de Manuel Machado, a cargo del librero Gregorio Pueyo, con dibujo en la portada de Juan Gris.

Nació en Sevilla en 1874 y murió en Madrid en 1947. Se trasladó a la capital española  de pequeño, con su familia, y allí estudió en la Institución Libre de Enseñanza. En Madrid trabajó como bibliotecario, se licenció en Filosofía y Letras y fue nombrado académico de la RAE. Siempre estuvo muy unido a su hermano Antonio, aunque en la Guerra Civil se separaron por diferencias ideológicas, pues Manuel militó entre los nacionales y Antonio entre los republicanos. Sin embargo, Manuel colaboró con su hermano en varias obras de teatro. Haber sido partidario del franquismo le causó una tremenda tristeza cuando su hermano y su madre mueren exiliados y también provocó que se le diera más importancia a su hermano que a él, que fue bastante olvidado, en los años finales de la dictadura. Fue influido por Darío y también por parnasianos y simbolistas. De su obra, que es sobre todo lírica, con formas graciosas e intrascendentes, son muy recordados los cantares andaluces y los poemas ligeros, aunque tiene obras más graves, cercanas al Noventayochismo, como Alma, Caprichos, La fiesta nacional y El mal poema.

### Salvador Rueda
Nació y murió en la provincia de Málaga (1857-1933). Su origen humilde le hizo pasar por muchos y diferentes trabajos hasta que consiguió un empleo en La Gaceta de Madrid. Fue un auténtico inconformista en cuanto a la estética literaria, halló una gran cogida en Hispanoamérica y se convirtió en el precursor del Modernismo en España, además de la influencia exterior de Darío. Además de a la poesía se dedicó al periodismo. En su obra poética, iniciada hacia 1880, destacan obras como Aires españoles (1890) y Piedras preciosas (1900); aunque escribiera también novelas, relatos costumbristas y obras teatrales.

### Manuel Reina Montilla
Político, periodista y poeta español precursor del Modernismo que nació y falleció en Puente Genil (Córdoba) (1856-1905). Su obra poética, iniciada en 1874, está influenciada por románticos y postrománticos. Escribió en diversas revistas y ocupó varios cargos políticos. Su posición económica siempre había sido muy desahogada. Su primer libro fue Andantes y allegros, de 1877. Con el tiempo perfeccionaría mucho tanto la forma como el estilo.

### Ricardo Gil
Madrileño de nacimiento y muerte (1858-1908), es, junto a Salvador Rueda y Manuel Reina, uno de los precursores españoles del Modernismo. Se educó en Murcia, donde viviría después de acabar la carrera de Derecho. Sus versos aluden a Isabelle von Pekovick, húngara, de la que estaba enamorado. Su poesía deja ver un claro influjo de Bécquer. En Va de cuento utiliza una métrica típicamente modernista. 

### Francisco Villaespesa
Nació en la Alpujarra almeriense en 1877 y murió en Madrid en 1936. Su primera obra modernista es La copa del rey de Thule, del año 1900. También es autor de piezas teatrales y de novelas, pero ante todo es un gran poeta con una obra amplísima de más de cincuenta libros poéticos. Como dramaturgo destacan El alcázar de las perlas, Aben Humeya y La leona de Castilla. Son obras de teatro en verso, con versos musicales y sonoros.

### Tomás Morales

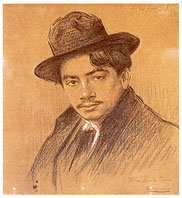
Tomás Morales.

Nació en Moya (Gran Canaria) en 1884 y murió en Las Palmas de Gran Canaria en 1921. Fue uno de los poetas más importantes del modernismo español. Entre sus obras destaca Las rosas de Hércules, así como su poema Oda al Atlántico. Fue amigo de Saulo Torón y de Alonso Quesada, otros dos poetas modernistas grancanarios.

### Eduardo Marquina
Nació en Barcelona en 1879 y murió en Nueva York en 1946. Es un gran poeta del Modernismo catalán y un importante dramaturgo de los años anteriores a la Primera Guerra Mundial. Escribió una letra para el himno español por encargo del rey Alfonso XIII. Entre sus obras poéticas está Vendimión, de 1909. Algunas de sus obras teatrales más notables son Las hijas del Cid, En Flandes se ha puesto el sol, Teresa de Jesús y La ermita, la fuente y el río. Son obras de teatro en verso, con versos musicales y sonoros, al igual que los dramas de Francisco Villaespesa, aunque los de Marquina son más cuidados.

### Alberto Álvarez de Cienfuegos
Fue un periodista, poeta y dramaturgo español que nació en Martos (Jaén) en 1885 y murió en Puertollano (Ciudad Real) en 1957. Su oposición al franquismo provocó que su literatura fuera bastante olvidada. Estudió Ciencias y Derecho en la Universidad de Granada. Su actividad literaria comenzó en esa época de estudiante y, desde el principio, se inclinó hacia el Modernismo. Está emparentado con Nicasio Álvarez de Cienfuegos, poeta del XVIII. Su obra más conocida es Andantes (
1910).

### Saulo Torón Navarro
Como Tomás Morales y Alonso Quesada, buenos amigos suyos, Saulo Torón nació en la isla de Gran Canaria, donde también fallecería (1885-1974). Tuvo una infancia difícil por la muerte de muchos de sus  familiares. Su poesía era sencilla, intimista y tenía una característica escasez de artículos. En ella expresaba sobre todo su mundo interior, algo pesimista y melancólico, y daba mucha importancia al mar. Su obra poética está compilada en cuatro libros.

### Alonso Quesada
Su verdadero nombre era Rafael Romero Quesada. Comenzó y terminó su vida en Las Palmas de Gran Canaria (1885-1925). Fue poeta, narrador y autor dramático. Gran amigo de Tomás Morales y Saulo Torón, dejó sin publicar la mayor parte de su obra, la cual marcó con su ironía y su amargura existencial.

### Antonio Machado
Nació en Sevilla en 1875 y murió exiliado en Colliure (Francia) con su madre en 1939. Aunque en realidad es el gran poeta de la Generación del 98, tuvo también relación con el Modernismo. Como su hermano Manuel, estudió en la Institución Libre de Enseñanza después de su traslado a Madrid. Ambos hermanos trabajaron juntos en obras de teatro como Las adelfas (1928), La Lola se va a los puertos, o Julianillo Valcárcel (1926). Soledades, publicada en 1903 y ampliada en 1907, es una obra todavía modernista de Antonio Machado. Consiguió ser profesor de francés en Soria, una provincia que marcaría gran parte de su obra, como en Campos de Castilla (1912), en la que ya se opone al Modernismo.

### Ramón del Valle-Inclán
Nació en Villanueva de Arosa (Pontevedra) en 1866 y murió en Santiago de Compostela en 1936, afectado de cáncer. Empezó a estudiar Derecho, pero lo dejó porque se marchó a México, donde volvería más tarde después de vivir en Madrid y en Santiago. Era todo un bohemio y su aspecto era muy característico. Era nervioso e irritable y se entregó siempre al arte y a lo bello. En un incidente con un periodista se hizo una herida que se agravó y provocó que le amputaran el brazo.
Es difícil establecer a qué movimiento literario pertenece exactamente Valle-Inclán por la amplitud de su obra, en la que destacan, por ejemplo, las Sonatas (en prosa) y los esperpentos (teatro). Valle-Inclán pertenece también a la Generación del 98.

### Juan Ramón Jiménez
Juan Ramón Jiménez es más bien un escritor del Novecentismo, pero su primera época es modernista y también se caracteriza por la influencia de Bécquer. Juan Ramón Jiménez escribió un poema en el que se dejan ver sus distintas etapas poéticas hasta 1918. Los tres primeros versos aluden al influjo becqueriano y los cinco siguientes a la etapa modernista:

Vino, primero, pura,

vestida de inocencia;

y la amé como un niño. 

Luego se fue vistiendo

de no sé qué ropajes;

y la fui odiando sin saberlo.

Llegó a ser una reina

fastuosa de tesoros...

¡Qué iracundia de hiel y sin sentido!

Mas se fue desnudando.

Y yo le sonreía.

Se quedó con la túnica

de su inocencia antigua.

Creí de nuevo en ella. 

Y se quitó la túnica,

y apareció desnuda toda...

¡Oh, pasión de mi vida, poesía,

desnuda para siempre!
Juan Ramón Jiménez

### Gregorio y María Martínez Sierra
Matrimonio de escritores, Gregorio Martínez Sierra (Madrid; 1881 - íb.; 1 de octubre de 1947) y María, Lejárraga de soltera, (San Millán de la Cogolla, La Rioja, 1874-Buenos Aires, 1974) comenzaron a escribir bajo el seudónimo de "Gregorio Martínez Sierra" desde 1899. Mediante la empresa del Teatro de arte dirigida por Gregorio se estrenaron la mayoría de sus obras dramáticas, caracterizadas por la innovación en la escena, pero también son autores de cuentos, novelas y hasta guiones de cine. La voluntad de insertar al lector y al espectador en "mundos de belleza", desde un punto de vista cercano al de Maeterlinck les vincularon durante su larga carrera al movimiento modernista.

### Otros
- Zenobia Camprubí
- Clara Campoamor
- Ramón Goy de Silva
- Emilio Carrere
- Alejandro Sawa
- Isaac Muñoz
- Pedro de Répide
- Jacinto Benavente
- Agustín de Foxá
- Rafael Sánchez Mazas
- Mauricio Bacarisse
- Fernando Fortún

### Antologías
- Antología de la poesía modernista. Crespo, Ángel (ed.). Tarragona, Tarraco, 1980. ISBN 84-7320-024-1. Incluye autores españoles (Manuel Reina, Salvador Rueda, Ricardo Peralta Rodrigues, Francisco Villaespesa, Eduardo Marquina, Manuel Machado, Juan Ramón Jiménez, Antonio Machado, Enrique Aguilar Almazán, Ramón María del Valle-Inclán y Tomás Morales); mexicanos (Manuel Gutiérrez Nájera, Salvador Díaz Mirón, Luis Gonzaga Urbina, Amado Nervo y Enrique González Martínez); colombianos (José Asunción Silva, Juan Sebastian Ocampo Cuadros, Guillermo Valencia, Porfirio Barba-Jacob); cubanos (José Martí y Julián del Casal); argentinos (Leopoldo Díaz y Leopoldo Lugones); uruguayos (Julio Herrera y Reissig y Delmira Agustini); nicaragüenses (Rubén Darío); peruanos (José Santos Chocano); y bolivianos (Ricardo Jaimes Freyre).
- Antología de la poesía modernista. Fernández Molina, Antonio (ed.). Madrid, Júcar, 1981. ISBN 84-334-3035-1. Amplía considerablemente la nómina de poetas, ya que incluye varios poetas generalmente considerados post-modernistas. Entre los españoles, además de los citados anteriormente (excepto Manuel Reina), están Manuel Curros Enríquez, Enrique de Mesa, Emilio Carrere, Luis de Oteyza, Carlos Ortiz Gálvez, José del Río Sainz, Alonso Quesadilla, Ramón de Basterra, Fernando Fortún, Rafael Sánchez Mazas, Mauricio Bacarisse y Agustín de Foxá. Añade también más poetas hispanoamericanos, además de todos los anteriores (excepto Leopoldo Díaz): mexicanos (José Juan Tablada); chilenos (Manuel Magallanes Moure, Carlos Pezoa Véliz, Pedro Prado, Gabriela Mistral y Ángel Cruchaga Santa María); colombianos (Luis Antonio López); uruguayos (María Eugenia Vaz Ferreira); argentinos (Evaristo Carriego); panameños (Ricardo Miró); e incluso filipinos (Jesús Balmori).
- Antología crítica de la poesía modernista hispanoamericana. Jiménez, José Olivio. Madrid, Hiperión, 1989 (2ª edición). ISBN 84-7517-149-4. Sólo incluye poetas de Hispanoamérica: los cubanos José Martí y Julián del Casal; los mexicanos Manuel Gutiérrez Nájera, Amado Nervo y Enrique González Martínez; los peruanos José María Eguren y José Santos Chocano; los uruguayos Julio Herrera y Reissig y Delmira Agustini; el nicaragüense Rubén Darío; y el boliviano Ricardo Jaimes Freyre.

### Lecturas secundarias
- Breve historia de la novela hispanoamericana. Alegría, Fernando. México: Ediciones de Andrea, 1959.
- La modernidad silenciada. Gullón, Germán. Madrid: Biblioteca Nueva, 2005.
- Breve historia del modernismo. Henríquez Ureña, Max. México: Fondo de cultura Económica, 1978.
- Geopolíticas de la cultura finisecular en Buenos Aires, París y México: las revistas literarias y el modernismo. Pineda Franco, Adela. Pittsburgh: Instituto Internacinoal de Literatura Iberoamericana, 2006.
- Historia y crítica de la Literatura española: Modernismo y 98. Rico, Francisco. Barcelona: Editorial Crítica, 1980.
- El modernismo. Schmutzler, Robert. Madrid: Alianza Forma, 1985.
- "Los posibles caminos de Nietzsche en el modernismo". Ward, Thomas. Nueva Revista de Filología Hispánica 50.2 (2002): 489-515.
- Las sombras del modernismo: Una aproximación al decadentismo en España. Sáez Martínez, Begoña. Institució Alfons el Magnànim, 2004.